# サゴーエンタプライズ
サゴーエンタプライズ株式会社は、静岡県浜松市中央区に本社を置く、宿泊施設やショッピングモール、レストランなどを浜松市内で展開している企業である。

## 沿革
- 1950年4月 - 浜松芸能興行株式会社設立
- 1952年4月 - 浜松観光興行株式会社設立
- 1964年12月 - 株式会社高砂園に商号変更
- 1980年5月 - 高砂観光株式会社に商号変更
- 1990年11月 - サゴーエンタプライズ株式会社に商号変更
- 2012年2月 - 「浜松サゴーホテル」および「浜松モールプラザ サゴー」を閉店

## 施設一覧
- 宿泊施設
  - 舘山寺サゴーロイヤルホテル（観光ホテル）
  - ホテル山喜（上記に隣接する旅館）
  - 浜松サゴーターミナルホテル（ビジネスホテル）2011年6月30日閉館
  - アパホテル〈浜松駅南〉：旧浜松サゴーイン（ビジネスホテル）
- 飲食部門 3店舗
- 駐車場 3箇所（「浜松サゴーホテル」と「浜松モールプラザ サゴー」の入居していた「サゴービル」を解体後、跡地を4箇所目の駐車場とする予定[1]。）

## 関連会社

### 浜名湖遊覧船

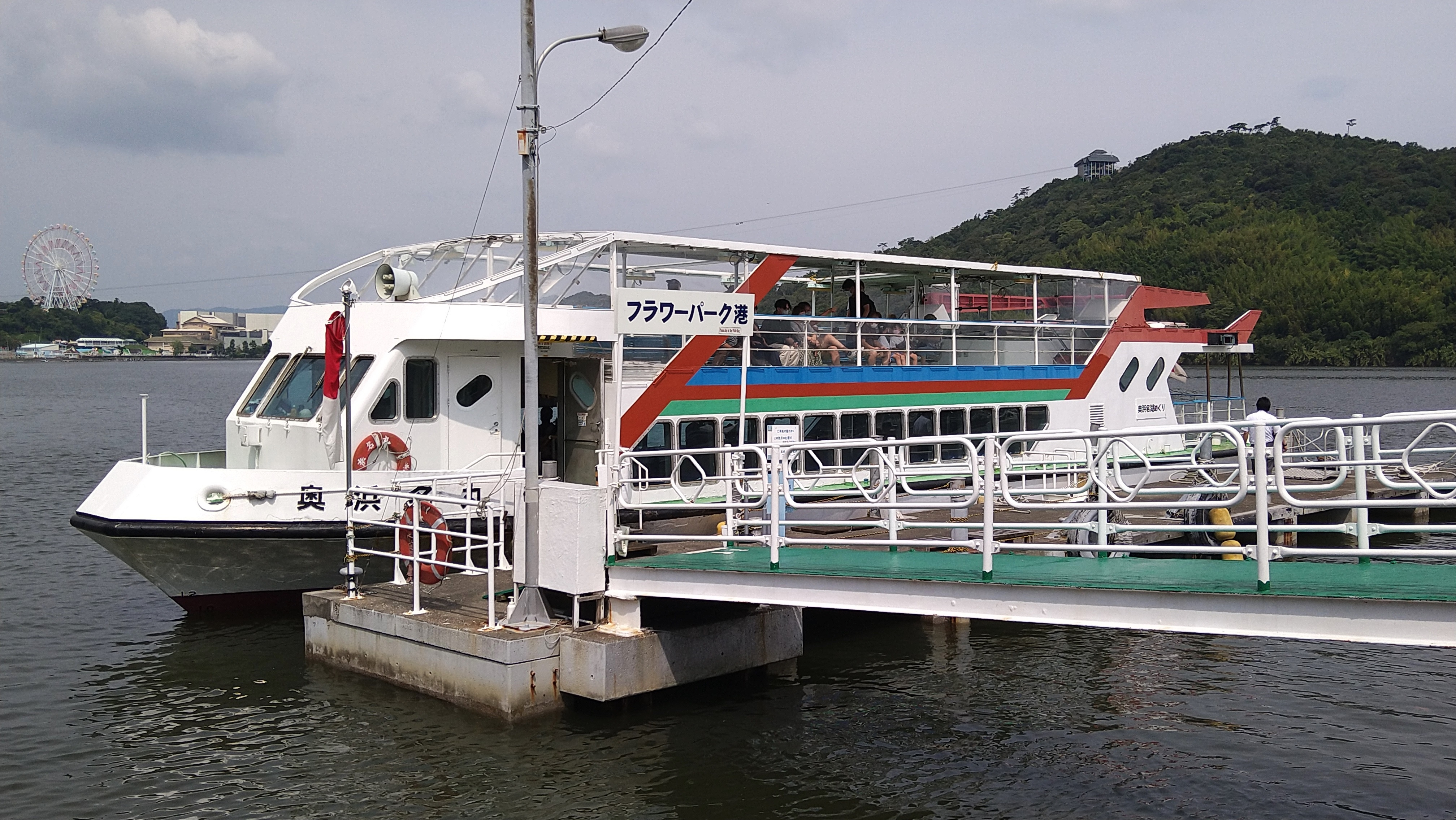
同社所有の奥浜名丸（フラワーパーク港・2022年）

浜名湖遊覧船株式会社（はまなこゆうらんせん）は、浜名湖水域の瀬戸港 - 舘山寺港 - フラワーパーク港を結ぶ旅客運輸を業とする会社であり、伊豆箱根鉄道の子会社であったが、2009年9月30日に当社に株式譲渡され、子会社として継続されることになった。
創業は1907年に設立された浜名湖巡航船株式会社によるもので、1946年に浜名湖観光汽船株式会社に商号変更ののち1977年に浜名湖遊覧船株式会社に合併している。現法人である浜名湖遊覧船株式会社は1970年2月2日に設立されている。
| 船名     | 浜名丸      | 奥浜名丸    |
| -------- | ----------- | ----------- |
| 総トン数 | 87          | 89          |
| 主機関   | 450PS×1     | 210PS×2     |
| 航海速力 | 11.00ノット | 10.00ノット |
| 旅客定員 | 300名       | 250名       |